# Ernst Emsheimer
Ernst Emsheimer (* 15. Januar 1904 in Frankfurt am Main; † 12. Juni 1989 in Stockholm) war ein schwedischer Musikwissenschaftler deutscher Herkunft, der vor allem als Musikethnologe und Organologe hervorgetreten ist.

## Leben

### Frühe Jahre
Emsheimer wuchs in einer bürgerlichen jüdischen Familie in Frankfurt am Main auf. Seine Eltern waren den Künsten gegenüber aufgeschlossen, wenn der Vater sich später auch gegen ein musikalisches Studium des Sohnes und für eine traditionellere Berufslaufbahn als Jurist oder Volkswirt aussprach. Emsheimer erhielt Unterweisung in Klavierspiel und Musiktheorie von Bernhard Sekles am Hoch’schen Konservatorium, wo Theodor W. Adorno einer seiner Mitschüler war.
Anschließend begann Emsheimer ein Studium der Musiktheorie und Musikwissenschaften, zunächst an der Universität Heidelberg, dann 1924 bei Guido Adler und Wilhelm Fischer an der Universität Wien und schließlich bei Willibald Gurlitt an der Universität Freiburg. Gurlitt erweckte Emsheimers Interesse an der historischen Instrumentenkunde. Er wurde 1927 in Freiburg mit einer Arbeit über den Barockkomponisten Johann Ulrich Steigleder promoviert.
Bereits Emsheimers frühe musikwissenschaftliche Interessen waren weitgefächert. So schrieb er 1931 im Anschluss an eine Studienreise nach Paris einen Bericht über die Jazzmusik, die er in der französischen Hauptstadt entdeckt hatte. Die Machtübernahme der Nationalsozialisten in Deutschland voraussehend, emigrierte er 1932 mit seiner späteren Frau Mia in die Sowjetunion. Von 1932 bis 1937 war er Assistent an der Akademie der Wissenschaften der UdSSR in Leningrad und arbeitete im Schallarchiv des Ethnografischen Museums.
In dieser Zeit entwickelte sich sein Interesse an außereuropäischen musikalischen Traditionen. 1936 nahm er mit seiner Frau an einer ausgedehnten Expedition in den Kaukasus teil, bei der er umfangreiches Material zur ossetischen und georgischen Volksmusik sammelte, das er in der ihm verbleibenden Zeit in der Sowjetunion aber nicht mehr auswerten konnte.

### In Schweden
1937 verließ Emsheimer die Sowjetunion und folgte seiner Frau, die ein Jahr zuvor nach Schweden gegangen war. In Stockholm musste er sich mit einer schlechtbezahlten Arbeit als Archivar im Ethnografischen Museum zufriedengeben. Die Stellung ermöglichte es ihm aber, Materialien zu studieren, die bei der von Sven Hedin geleiteten Chinesisch-Schwedischen Expedition (1927–1935) von dem Ethnografen Henning Haslund-Christensen gesammelt worden waren. Dazu zählten Transkriptionen mongolischer Musik. Um seine Kenntnisse in dem neuen Forschungsschwerpunkt zu vertiefen, nahm Emsheimer Kontakt mit führenden schwedischen und dänischen Ethnologen auf. Die Ergebnisse seiner jahrelangen Forschungen veröffentlichte er 1943 in einer methodologisch wegweisenden Studie über mongolische Musik und Musikinstrumente.
Während des Zweiten Weltkrieges stand Emsheimer in Kontakt mit prominenten Emigranten aus dem nationalsozialistischen Deutschland, darunter Wolfgang Steinitz und Peter Weiss, und war Gründungsmitglied des Freien Deutschen Kulturbundes in Schweden. Eine akademische Karriere war für den jüdischen Immigranten faktisch kaum möglich, aber mit Unterstützung des Musikwissenschaftlers Carl-Allan Moberg gelang es Emsheimer im Jahr 1949 schließlich, Kurator des Museums für Musikgeschichte (heute Musikmuseet) zu werden, eine Stellung, die er bis 1973 innehatte.
Trotz anfänglich schwieriger Umstände und unzulänglicher finanzieller Ausstattung gelang es ihm in dieser Zeit, das Museum zu einem international führenden seiner Art zu machen. Er kaufte historische Exponate an, organisierte vielbeachtete Ausstellungen und veranstaltete Konzerte mit historischen Musikinstrumenten, beispielsweise aus dem Mittelalter und der Renaissance, bei denen bekannte Musiker auftraten und führende Musikwissenschaftler Einführungen gaben. Emsheimer beriet den Regisseur Ingmar Bergman bei der Auswahl der Musik für den Film Das siebente Siegel (Det sjunde inseglet, 1957), der im Mittelalter spielt.
Emsheimer unternahm weiterhin internationale Forschungsreisen. Sein besonderes Interesse galt in der Nachkriegszeit der Polyphonie in der eurasischen Volksmusik, insbesondere der georgischen. 1959 unternahm er eine Forschungsreise zu den Albanern in Jugoslawien. Ein Studienschwerpunkt lag in der kultischen Funktion von Instrumenten, beispielsweise Maultrommeln in Sibirien und Zentralasien. Er veröffentlichte auch eine Untersuchung zu den Kultgesängen der Samen. Er war Mitbegründer der Reihe Handbuch der Europäischen Volksinstrumente und initiierte die seit 1969 erscheinenden Studia Instrumentorum Musicae Popularis, gewidmet der Erforschung europäischer und nichteuropäischer Musikinstrumente.
Auch im Ruhestand ab 1973 war Emsheimer weiterhin wissenschaftlich tätig und veröffentlichte Arbeiten zur Organologie, Musikarchäologie und zur historischen Volksmusikforschung. Er betrieb nach wie vor Feldforschung in verschiedenen Regionen der Welt. Unter anderem führten ihn Reisen zu Berbergruppen des Atlas (1973) und zu den Bedscha im Sudan (1980).
Ernst Emsheimer starb im Juni 1989 im Alter von 85 Jahren an den Folgen mehrerer Schlaganfälle. Seine Frau war bereits 1984 gestorben.

## Schriften (Auswahl)
- Johann Ulrich Steigleder. Sein Leben und seine Werke. Ein Beitrag zur Geschichte der süddeutschen Orgelkomposition. Bärenreiter-Verlag, Kassel 1928 (Dissertation).
- Gesellschaftsmusik im Großstadtzentrum Frankreichs. In: Musik und Gesellschaft. Jg. 1, Heft 7, 1931. Wiederabdruck in: Annette Hauber u. a. (Bearb.): That's jazz. Der Sound des 20. Jahrhunderts. Institut Mathildenhöhe, Darmstadt 1988, S. 333–334,
- Preliminary Remarks on Mongolian Music and Instruments. Music of Eastern Mongolia. In: Reports from the Scientific Expedition to the North-Western Provinces of China under the Leadership of Dr. Sven Hedin (The Sino-Swedish Expedition). Publikation 21, VIII., Ethnography. Vol. 4, The Music of the Mongols. Stockholm 1943, P. 1, S. 69–100, 1–97.
- Studia ethnomusicologica eurasiatica. Bd. 1. Musikmuseet, Stockholm 1964 (gesammelte Aufsätze 1941–1961).
- Studia ethnomusicologica eurasiatica. Bd. 2. Musikmuseet, Stockholm 1991 (gesammelte Aufsätze 1964–1988).